# Teoria da modificabilidade cognitiva estrutural
A teoria da modificabilidade cognitiva Estrutural (MCE), formulada pelo psicólogo israelense Reuven Feuerstein, baseia-se na premissa de que existe um potencial de aprendizagem a ser desenvolvido por qualquer sujeito, independentemente de sua idade ou origem étnica ou cultural.
De acordo com Feuerstein, a maioria de nós apresenta uma série de "funções cognitivas deficientes", ou seja, nossos processos mentais raramente operam em um nível ótimo de funcionamento. A partir de uma avaliação adequada, e com o auxílio de instrumentos concretos de apoio psicopedagógico, a maioria dos indivíduos torna-se então capaz de desenvolver essas potencialidades.